# Демеу Жадраєв
Демеу Жадраєв (каз. Демеу Жадраев; нар. 2 листопада 1989) — казахський борець греко-римського стилю, срібний призер чемпіонату світу, срібний та триразовий бронзовий призер чемпіонатів Азії, срібний призер Олімпійських ігор.

## Життєпис
Боротьбою почав займатися з 2001 року. У 2016 році став срібним призером чемпіонату світу серед студентів.
Тренер — Боранбек Кониратов.

## Спортивні результати на міжнародних змаганнях

### Виступи на Олімпіадах
| Змагання                    | Збірна    | Вагова категорія                 | Місце  |
| --------------------------- | --------- | -------------------------------- | ------ |
| Літні Олімпійські ігри 2020 | Казахстан | греко-римська боротьба, до 77 кг | 9      |
| Літні Олімпійські ігри 2024 | Казахстан | греко-римська боротьба, до 77 кг | Срібло |

### Виступи на Чемпіонатах світу
| Змагання                        | Збірна    | Вагова категорія                 | Місце  |
| ------------------------------- | --------- | -------------------------------- | ------ |
| Чемпіонат світу з боротьби 2014 | Казахстан | греко-римська боротьба, до 71 кг | 8      |
| Чемпіонат світу з боротьби 2015 | Казахстан | греко-римська боротьба, до 66 кг | 13     |
| Чемпіонат світу з боротьби 2017 | Казахстан | греко-римська боротьба, до 71 кг | Срібло |
| Чемпіонат світу з боротьби 2018 | Казахстан | греко-римська боротьба, до 72 кг | 13     |
| Чемпіонат світу з боротьби 2019 | Казахстан | греко-римська боротьба, до 72 кг | 10     |
| Чемпіонат світу з боротьби 2023 | Казахстан | греко-римська боротьба, до 77 кг | 5      |

### Виступи на Чемпіонатах Азії
| Змагання                       | Збірна    | Вагова категорія                 | Місце  |
| ------------------------------ | --------- | -------------------------------- | ------ |
| Чемпіонат Азії з боротьби 2015 | Казахстан | греко-римська боротьба, до 66 кг | Бронза |
| Чемпіонат Азії з боротьби 2018 | Казахстан | греко-римська боротьба, до 72 кг | Срібло |
| Чемпіонат Азії з боротьби 2019 | Казахстан | греко-римська боротьба, до 72 кг | Бронза |
| Чемпіонат Азії з боротьби 2021 | Казахстан | греко-римська боротьба, до 77 кг | Бронза |
| Чемпіонат Азії з боротьби 2023 | Казахстан | греко-римська боротьба, до 77 кг | 5      |

### Виступи на Кубках світу
| Змагання                    | Збірна    | Вагова категорія                 | Місце |
| --------------------------- | --------- | -------------------------------- | ----- |
| Кубок світу з боротьби 2017 | Казахстан | греко-римська боротьба, до 71 кг | 7     |

### Виступи на Чемпіонатах світу серед студентів
| Змагання                                        | Збірна    | Вагова категорія                 | Місце  |
| ----------------------------------------------- | --------- | -------------------------------- | ------ |
| Чемпіонат світу з боротьби серед студентів 2016 | Казахстан | греко-римська боротьба, до 71 кг | Срібло |

### Виступи на інших змаганнях
| Змагання                                                     | Країна    | Вагова категорія                 | Місце  |
| ------------------------------------------------------------ | --------- | -------------------------------- | ------ |
| Міжнародний меморіал Дейва Шульца 2015                       | Казахстан | греко-римська боротьба, до 66 кг | Золото |
| Гран-прі FILA 2015                                           | Казахстан | греко-римська боротьба, до 66 кг | 11     |
| Турнір Вехбі Емре і Гаміта Каплана 2015                      | Казахстан | греко-римська боротьба, до 66 кг | 13     |
| Кубок Президента Казахстану з боротьби 2015                  | Казахстан | греко-римська боротьба, до 66 кг | 5      |
| Золотий Гран-прі з боротьби 2015                             | Казахстан | греко-римська боротьба, до 66 кг | 17     |
| Меморіал Болата Турлиханова 2016                             | Казахстан | греко-римська боротьба, до 66 кг | Срібло |
| Турнір Івана Піддубного 2017                                 | Казахстан | греко-римська боротьба, до 66 кг | 16     |
| Гран-прі Парижа з боротьби 2017                              | Казахстан | греко-римська боротьба, до 71 кг | Срібло |
| Кубок Владислава Пітласинські 2017                           | Казахстан | греко-римська боротьба, до 71 кг | 10     |
| Кубок Тахті 2018                                             | Казахстан | греко-римська боротьба, до 72 кг | Золото |
| Гран-прі Угорщини з боротьби 2018                            | Казахстан | греко-римська боротьба, до 72 кг | Бронза |
| Гран-прі Німеччини з боротьби 2019                           | Казахстан | греко-римська боротьба, до 72 кг | 9      |
| Гран-прі Франції Анрі Деглана 2020                           | Казахстан | греко-римська боротьба, до 77 кг | Золото |
| Меморіал Маттео Пелліконе 2021                               | Казахстан | греко-римська боротьба, до 77 кг | 8      |
| Турнір Вехбі Емре і Гаміта Каплана 2021                      | Казахстан | греко-римська боротьба, до 77 кг | Срібло |
| Турнір Вехбі Емре і Гаміта Каплана 2022                      | Казахстан | греко-римська боротьба, до 77 кг | 5      |
| Меморіал Болата Турлиханова 2022                             | Казахстан | греко-римська боротьба, до 77 кг | Срібло |
| Меморіал Іона Корнеану і Ладислава Сімона 2022               | Казахстан | греко-римська боротьба, до 77 кг | 7      |
| Турнір Ібрагіма Мустафи 2022                                 | Казахстан | греко-римська боротьба, до 77 кг | Золото |
| Турнір Ібрагіма Мустафи 2023                                 | Казахстан | греко-римська боротьба, до 77 кг | Срібло |
| Гран-прі Німеччини з боротьби 2023                           | Казахстан | греко-римська боротьба, до 77 кг | Бронза |
| Олімпійський кваліфікаційний турнір з боротьби 2024 (Бішкек) | Казахстан | греко-римська боротьба, до 77 кг | Золото |
| Меморіал Імре Поляка та Яноша Варги 2024                     | Казахстан | греко-римська боротьба, до 77 кг | 16     |